# 阿斯凱航空
阿斯凱航空公司是一家私有跨国客运航空公司，航點为西非和中非地區，总部位于多哥洛美，枢纽機場是纳辛贝·埃亚德马国际机场。 
该航空公司與埃塞俄比亚航空為策略合作關係，自2017年以来一直持续盈利。 

## 历史

### 籌組
2002年非洲航空公司破产后，非洲的跨國航空运输遭遇困境，尤其是西非和中非地區。 2004 年 1 月 10 日，西非国家经济共同体（ECOWAS）和西非经济货币联盟（UEMOA） 在尼日尔尼亚美举行会议，决定创建一家私营、有竞争力、具有成本效益，而又確保安全的航空公司。 
2005年9月，由Gervais Koffi G. Djondo推動研究成立區域航空公司的可能性與市場調查，并寻求财务和战略合作伙伴；最後在 2007 年 11 月成立阿斯凱航空公司，由 Gervais Koffi G. Djondo 担任总裁。 2008年1月17日，新成立私有國際航空公司的股东大会在布基纳法索瓦加杜古举行，其股份八成由私人投资者持有，兩成由公共金融机构持有，其使命是支持私营发展机构。 埃塞俄比亚航空公司根据管理合約成为运营前五年的技术和战略合作伙伴，持有40%的股份。  
原计划于 2009 年 4 月进行首航，最终第一班商業航班于 2010 年 1 月 15 日首航。
2020 年，阿斯凱航空公司開始營運世界上最短的国际航线，往返于金沙萨和布拉柴维尔，距离13英里（21） 。 

## 公司事务

### 所有权
航空公司為私有，主要股东为埃塞俄比亚航空公司（40%）、 Ecobank、BIDC、 西非發展銀行 、Sakhumnotho Group Holding 以及其他西非和中非私人投资者。 多哥政府則擁有14.39%股權，總價值60億非洲法郎。

### 商业动态
该公司表示，它于 2015 年首次实现盈利，并自 2017 年以来一直持续盈利 2021财年，阿斯凱航空公司盈利超过1200万美元，2022年盈利3000万美元。 仅 2019 年，阿斯凱航空公司就运送了超过 120 万名乘客，拥有 15 架飞机，在非洲西部、中部、南部、東部有28個航點，並計畫將服務範圍擴展到北非。  
最近的可用数据（主要来自AFRAA报告）如下所示（截至 12 月 31 日的年度）：
|                             | 2016年 | 2017年 | 2018年 | 2019年       |
| --------------------------- | ------ | ------ | ------ | ------------ |
| 营业额（十亿非洲法郎）      |        |        |        | 95.0         |
| 净利润/虧損（十亿非洲法郎） | 虧損   | 盈利   | 盈利   | 盈利         |
| 员工人数（年末）            | 454    | 458    |        | >500         |
| 乘客人数（千人）            | 488    | 488    | 559    | 1,200        |
| 客座率(%)                   | 63.2   | 61.5   | 61.0   |              |
| 飞机数量（年末）            | 8      | 7      | 8      | 8            |
| 注释/来源                   | [ 13 ] | [ 14 ] | [ 8 ]  | [ 15 ] [ 2 ] |

## 航點
截至 2023 年，阿斯凱航空公司飛航非洲 26 个国家的 28 个航點，公司聚焦於发展强大的非洲洲內航線網路，以促进发展、旅游、经济增长和区域整合，作為非洲大陆的主要经济催化剂，长期目標則為專注於盈利的永續經營。 截至 2017 年 10 月，该航空公司以洛美为枢纽，为西非和中非的以下 19 个定期目的地提供服务
|  | 樞紐     |
|  | 未来     |
|  | 暂停航线 |

### 联盟和代码共享协议
阿斯凱航空的航線可連接埃塞俄比亚航空航線中的各个地点，与埃塞俄比亚航空有代码共享安排，经亚的斯亚贝巴飞往中东、远东和东非。 2021年，阿斯凱航空成为IATA会员。 

## 機隊
截至 2025 年 5 月，阿斯凱航空機隊如下由以下飞机组成：

## 事故和事件
- 2015 年 1 月 10 日，一架阿斯凱航空公司的波音 737-43QSF （租自埃塞俄比亚航空公司）在加纳阿克拉科托卡国际机场降落時衝出跑道，無人員傷亡，但飛機严重损坏，後已报废。 [21]